# Metropolitano de Santo Domingo
O Metrô de Santo Domingo é um sistema de metropolitano que opera em 2 municípios da Grande Santo Domingo, na República Dominicana. É operado pela Oficina para el Reordenamiento del Transporte (OPRET).
É composto atualmente por duas linhas em operação, a Linha 1 e a Linha 2, que somam 29 estações e 48,5 km de extensão. O sistema foi inaugurado no dia 29 de janeiro de 2009, em cerimônia que contou com a presença do presidente dominicano Leonel Fernández. Atualmente, as obras de expansão da Linha 2 no sentido leste, que contempla a construção de 4 estações, encontram-se paralisadas.
Atualmente, atende somente os municípios de Santo Domingo e de Santo Domingo Norte. Entretanto, o sistema futuramente atenderá o município de Santo Domingo Este. O sistema transportou 74.127.941 passageiros em 2016.

## Linhas
O sistema é composto por 2 linhas em operação. Cada linha é identificada por um algarismo e uma cor. Foram inauguradas entre 2009 e 2013, somando hoje 29 estações e 48,5 km de extensão.
A tabela abaixo lista o nome, a cor distintiva, as estações terminais, o ano de inauguração, a extensão e o número de estações das linhas que estão em operação:
| Linha | Cor      | Terminais                         | Ano de inauguração | Extensão | N.º de estações |
| ----- | -------- | --------------------------------- | ------------------ | -------- | --------------- |
|       | Azul     | Mamá Tingó ↔ Centro de los Héroes | 2009               | 14,5 km  | 16              |
|       | Vermelha | María Montez ↔ Eduardo Brito      | 2013               | 34,0 km  | 14              |

## Estações
O sistema é composto por 29 estações em operação, das quais 23 são subterrânea, 1 é superficial e 5 são elevadas. As estações que estão em operação são listadas a seguir:
| · Linha 1 | - Mamá Tingó - Gregorio Urbano Gilbert - Gregorio Luperón - José Francisco Peña Gómez - Hermanas Mirabal - Máximo Gómez - Los Taínos - Pedro Livio Cedeño - Manuel Arturo Peña Batlle - Juan Pablo Duarte - Juan Bosch - Casandra Damirón - Joaquín Balaguer - Amín Abel - Francisco Alberto Caamaño - Centro de los Héroes |
| · Linha 2 | - María Montez - Pedro Francisco Bono - Francisco Gregorio Billini - Ulises Francisco Espaillat - Pedro Mir - Freddy Beras Goico - Juan Ulises García - Juan Pablo Duarte - Coronel Rafael Tomas Fernández - Mauricio Baez - Ramón Cáceres - Horacio Vásquez - Manuel de Jesús Abreu Galvan - Eduardo Brito                 |